# Eustala rubroguttulata
Eustala rubroguttulata är en spindelart som först beskrevs av Eugen von Keyserling 1879.  Eustala rubroguttulata ingår i släktet Eustala och familjen hjulspindlar.
Artens utbredningsområde är Peru. Inga underarter finns listade i Catalogue of Life.